# Vladimír Moravčík
Vladimír Moravčík (* 4. října 1946) je slovenský místní politik z Malacek, po sametové revoluci československý poslanec Sněmovny národů za Sociálnědemokratickou stranu na Slovensku.

## Biografie
Ve volbách roku 1992 zasedl do slovenské části Sněmovny národů za Sociálnědemokratickou stranu na Slovensku. Ve Federálním shromáždění setrval do zániku Československa v prosinci 1992. Pocházel z Malacek.
V roce 1990 se stal Ing. Vladimír Moravčík, CSc. prvním porevolučním primátorem Malacek. Ve funkci setrval dvě volební období, do roku 1998. V komunálních volbách roku 2002 kandidoval na primátora Malacek za HZDS. Uvádí se jako inženýr ekonomie. V komunálních volbách roku 2010 byl zvolen do městského zastupitelstva v Malackách za Slovenskou národní stranu.